# Lords of the Fallen (gra komputerowa 2023)
Lords of the Fallen – komputerowa gra z gatunku RPG, wyprodukowana przez studio Hexworks, a wydana przez polskie przedsiębiorstwo CI Games. Premiera gry odbyła się 13 października 2023 roku.
Gra została wydana na platformach Microsoft Windows, PlayStation 5 oraz Xbox Series. W  ciągu pierwszych dziesięciu dni sprzedano ponad milion egzemplarzy.